# Stecknitzkanal

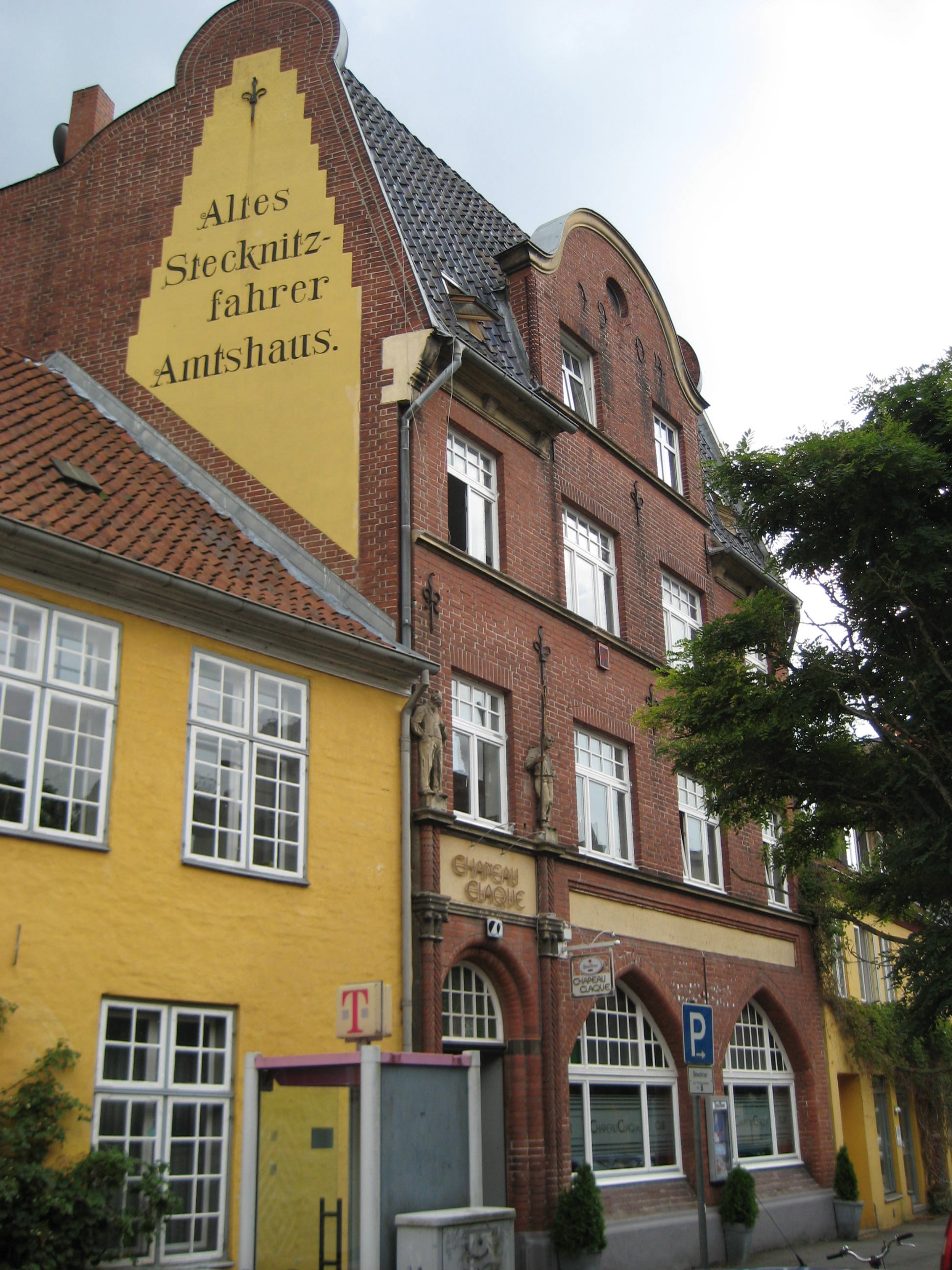
Hartengrube 25 in Lübeck: Hier stand vor 1904 das Stecknitzfahrer-Amtshaus.

Der Stecknitzkanal (alte Bezeichnung: Stecknitzfahrt) wurde in den Jahren 1392 bis 1398 zwischen Lübeck und Lauenburg gebaut. Er war der erste Wasserscheidenkanal in Europa.

## Geschichte
Im Mittelalter hatte der Warenaustausch zwischen Nord- und Ostsee seine erste Blütezeit. Doch die Reise durch den Öresund, die seit dem 13. Jahrhundert zunehmend von der Handelsschifffahrt gewählt wurde, war zeitraubend und gefährlich. Sie bedeutete gegenüber dem Landweg einen gefährlichen und weiten Umweg. Daher einigten sich die aufstrebende Hansestadt Lübeck und der lauenburgische Herzog Erich IV. 1390 auf den Bau eines Kanals zwischen Elbe und Ostsee.

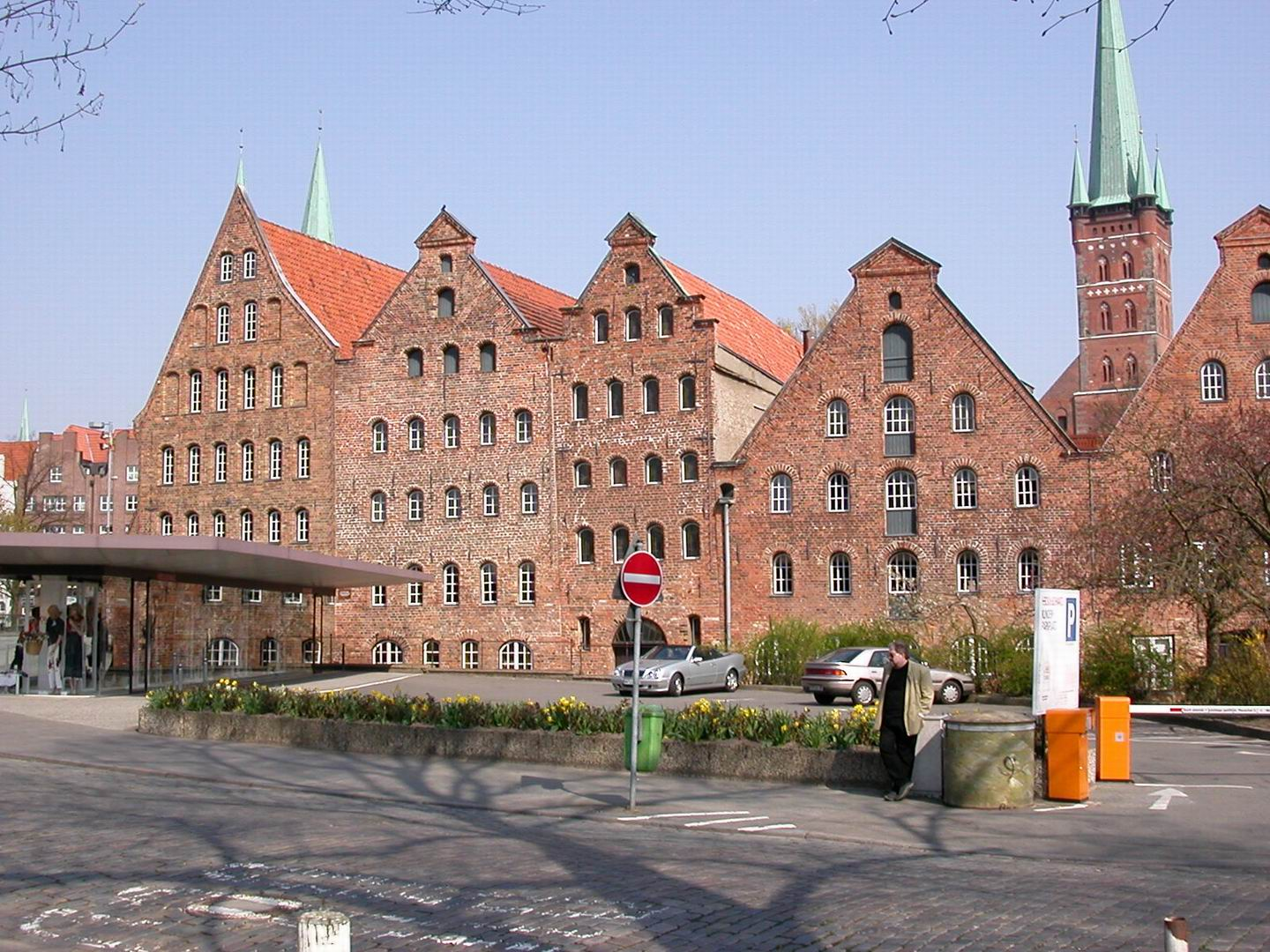
Lübecker Salzspeicher an der Obertrave

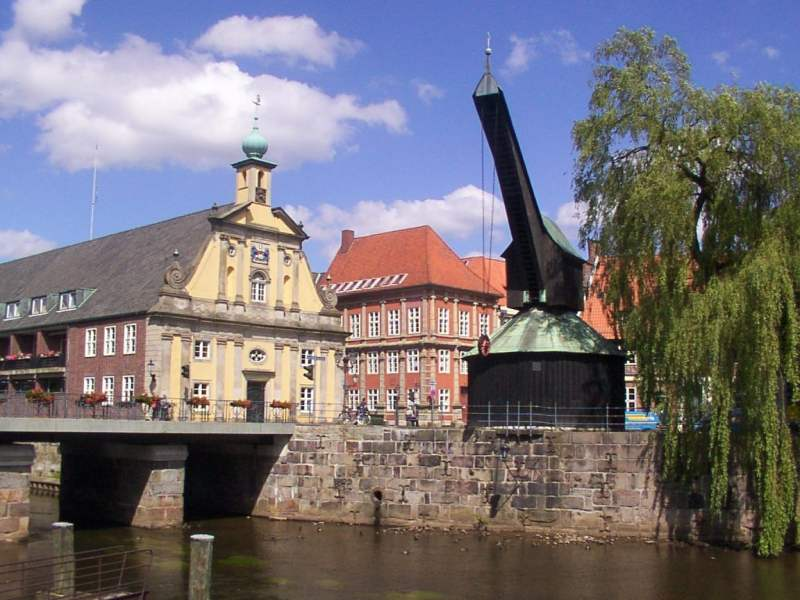
Alter Kran im Hafen von Lüneburg

1391 wurde mit dem Bauen des Stecknitzkanals begonnen. Aus einer Anweisung des Herzogs Albrecht IV. vom 7. September 1343 an den Schleusenmeister der Oberschleuse wird die Bedeutung dieses Schiffsweges ersichtlich: Dieser hatte von Ostern bis Mitte August durch Speichern von Wasser sicherzustellen, dass immer dann, wenn etwa 24 bis 30 Prahmen mit Salz in Mölln beladen wurden, auf Anforderung der Schifffahrt so viel Wasser abfloss, dass diese Fahrzeuge sicher nach Lübeck gelangen konnten. Der Kanalbau traf nicht überall auf Gegenliebe. So ließ Heinrich von Lüneburg 1396 vor die Ausmündung des Kanals in die Elbe Steine schütten, um die Einfahrt in die Elbe zu unterbinden. Man war gezwungen, die Mündung zu verlegen.
1398 wurde in einer fünfwöchigen Fahrt erstmals Salz aus Lüneburg nach Lübeck transportiert.
Am 22. Juli 1398 erreichten die ersten 30 Kähne die Hansestadt. Damit wurde die Alte Salzstraße als Haupttransportweg für das Lüneburger Salz abgelöst; im 16. Jahrhundert betrug das jährliche Verkehrsaufkommen 800 bis 1500 Prahmen. Das Salz wurde in den Lübecker Salzspeichern an der Obertrave, von denen noch einige neben dem Holstentor erhalten geblieben sind, gelagert und zum Export in den gesamten Ostseeraum auf seegängige Schiffe umgeladen. Die Bedeutung des Kanals stieg immer in den Jahren, in denen beispielsweise wegen Streits um Sundzoll und Umlandfahrer der Öresund für Handelsschiffe gesperrt war. Gleichwohl konnten sich konkurrierende Kanäle wie der Wallensteingraben in Richtung Wismar gegen die Verbindung zwischen Elbe und Trave nie behaupten.
Zu seiner Hochzeit im 15. Jahrhundert wurden über 3.000 Schiffsladungen mit mehr als 30.000 Tonnen Salz pro Jahr auf dem Kanal bewegt. Diese Zahl reduzierte sich im 17. Jahrhundert auf 160 Schiffe mit 400 bis 600 Ladungen (5.000 bis 7.000 Tonnen). Das Einsalzen der Heringe mit preiswerterem Baiensalz von der Atlantikküste nahm dem Lüneburger Salz erhebliche Marktanteile. Zudem litt die Lüneburger Saline zunehmend unter Brennstoffknappheit. Im Jahr 1789 waren es noch 64 Schiffe mit rund 680 Tonnen Salz. In umgekehrter Richtung transportierten die Stecknitz-Prähme Getreide, Felle, Heringe, Asche, Holz und andere Güter aus Lübeck, die in Lauenburg umgeladen und auf der Elbe nach Hamburg verfrachtet wurden. Später kamen Kohle, Torf, Ziegel, Kalksteine und Kies hinzu.
Ihre Mannschaften für die Salzfahrten rekrutierten die lübischen Kaufleute meist in Lauenburg. Während die Lübecker „Salzherren“ an keine Begrenzungen gebunden waren, durften die Stecknitzfahrer nur jeweils einen Kahn besitzen, womit sie keine großen Reichtümer erwerben konnten, so dass auf Dauer die Abhängigkeit von den Salzherren aufrechterhalten blieb.
1819 wurde, um die abnehmende Nachfrage gerecht zu verteilen, die Reihefahrt eingeführt. Die Mitglieder des Amtes der Stecknitzfahrer mussten ihre 90 Schiffe durchnummerieren. Transportaufträge wurden in der Reihenfolge dieser Nummern vergeben. Außerdem durften nicht mehr als drei Schiffe zur selben Zeit beladen werden, zudem war auf Lübeckischer Seite die Zahl der Schiffsbesitzer begrenzt. Die Reihefahrt bewährte sich jedoch nicht, so dass sie 1840 wieder aufgehoben wurde. Stattdessen wurden vom lübeckischen Staat Prämien für schnelle Kanalpassagen vergeben. Brauchte ein Schiffer weniger als neun Tage für die Strecke von Lauenburg nach Lübeck, erhielt er für jeden eingesparten Tag sechs Mark. Diese Prämie wurde später wieder abgeschafft.
Fünfhundert Jahre lang wurde der Kanal benutzt, um das „weiße Gold“ zu transportieren, bis er am Ende des 19. Jahrhunderts vom Elbe-Lübeck-Kanal abgelöst wurde, der teilweise die alte Trasse des Stecknitz-Kanals benutzte. In Lauenburg ist noch heute die Palmschleuse und bei Witzeeze die Dückerschleuse von 1798 als Teil des ursprünglichen Stecknitzkanals erhalten.

## Technik

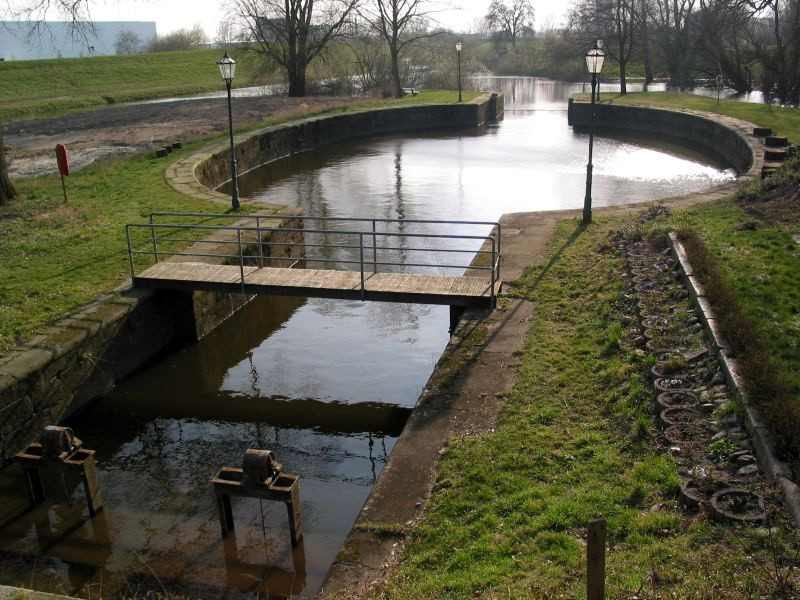
Palmschleuse

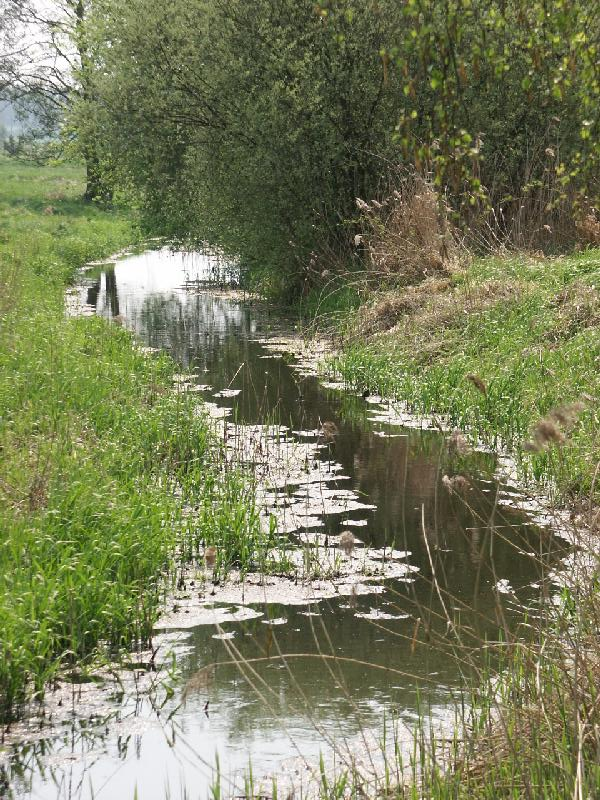
Delvenau

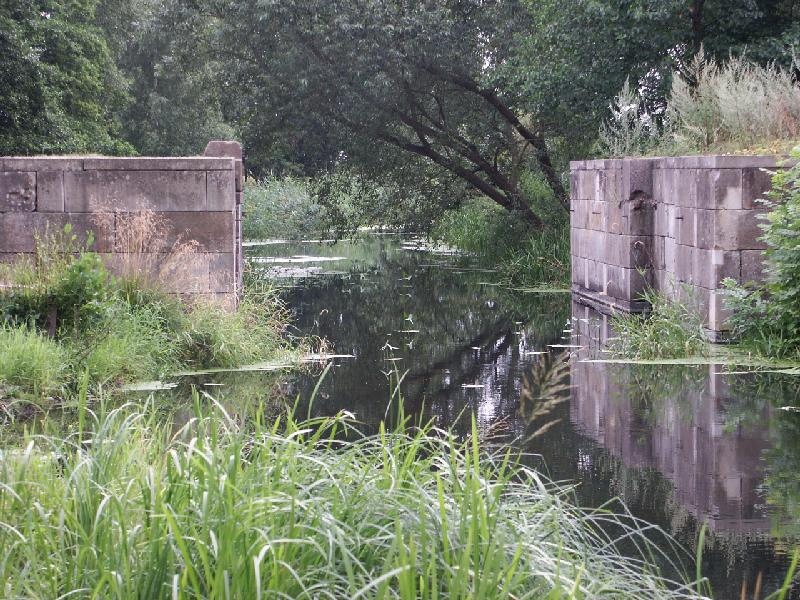
Dückerschleuse

Der Stecknitzkanal erstreckte sich von Lauenburg bis Lübeck über eine Länge von 97 km. Die Entfernung in Luftlinie beträgt jedoch nur 55 km – dieser Unterschied erklärt sich daraus, dass der Kanal weitgehend den gewundenen natürlichen Wasserläufen folgte. Er überwand die Wasserscheide zwischen Nord- und Ostsee, und damit einen Höhenunterschied von 18 m. Er nutzte die Flussläufe der nach Süden fließenden Delvenau, die bei Lauenburg in die Elbe mündet, und der nach Norden fließenden Stecknitz, die in die Trave mündet. Zwischen den beiden Flussläufen wurde ein 11,5 km langer Kanal gegraben, der nyge graven (später Delvenaugraben).

### Scheitelstrecke
Größtes und bis dahin in Europa noch nie gelöstes Problem war die Scheitelhaltung, also die Versorgung des obersten Abschnittes mit Wasser:
- Am Nordende, beim Abstieg zum Möllner See (12 m ü. NN), wurde die Hahnenburger Schleusentreppe (Kistenschleusen) angelegt, die aus zwei dicht hintereinander gelegenen Schleusen (Kammerschleusen) mit je zwei Toren bestand. Von dort erreichte man die Stecknitz nach der Trave hin durch fünf Stauschleusen (zwei bei der Oberschleuse, zwei bei der Donnerschleuse und eine in Berkenthin).
- Das Südende wurde von der Zienburger Schleuse (bei Güster) verschlossen; hier reichte wegen des geringen Gefälles eine einfache Stauschleuse.
- Die Scheitelstrecke (16,66 m ü. NN) war 11,5 km lang. Sie wurde u. a. vom Hornbeker Mühlenbach mit Wasser versorgt (hierzu erwarb die Stadt Lübeck 1391 das Dorf Hornbek mitsamt seiner Mühle). Später wurde sie durch den Bau der Grambeker Schleuse auf 8 km verkürzt.
- Der Graben selbst hatte etwa 3 Fuß (0,85 m) Tiefe und 25 Fuß (7,5 m) Breite. Erst in den Jahren 1821 bis 1823 fand eine Erweiterung des Grabens auf 1,44 m Wassertiefe und auf rund 12 m Breite, bei einer Sohlenbreite von 5,75 m in den Höhen und 7,48 m in den übrigen Strecken statt.

### Schleusen
Ursprünglich existierten im Verlauf des Kanals 13, später 17 Schleusen. Die meisten waren eintorige Stauschleusen, meist unterhalb einer Bacheinmündung. Das Wasser wurde hinter einem Wehr gestaut; wenn dieses geöffnet wurde, schwammen die Kähne auf der Flutwelle talwärts. Das Anstauen dauerte jeweils bis zu drei Tage. Außerdem gab es in Lauenburg seit Beginn der Stecknitzfahrt eine Kammerschleuse (Palmschleuse), weil dort die Buchhorster Mühle betrieben wurde. Eine Stauschleuse hätte dort den Weiterbetrieb der Mühle unmöglich gemacht. Der Umbau weiterer Stauschleusen zu Kammerschleusen erfolgte erst ab dem 17. Jahrhundert.
Der südliche Wasserlauf zur Elbe hin, die eigentliche Delvenau, erhielt sieben Stauschleusen und eine Kistenschleuse, nämlich die Zienburger, Seeburger, Siebeneichener, Büchener, Niebuhr-, Dücker-, Palm- (Kistenschleuse) und Frauweider- oder Hafenschleuse. Die Kistenschleusen sind als die ältesten bekannten Kammerschleusen anzusehen. Sie bildeten sogenannte Kesselschleusen und konnten zehn Schiffe gleichzeitig aufnehmen. Durch die Hinzufügung der Hornbeker (Crambeker) Schleuse im Jahre 1692 und einer kleinen Stauschleuse in dem Einlauf zum Möllner See, in der sogenannten Kehle, stieg die Zahl der Schleusen auf der südlichen Schleusentreppe auf neun, auf der nördlichen Treppe auf acht, im Ganzen also auf 17 Schleusen.

### Salzkähne
Die Salzkähne, die sogenannten Stecknitzprahmen (ca. 12 × 2,5 m bei etwa 40 cm Tiefgang, Ladefähigkeit 7,5 t Salz), wurden zunächst nur bergwärts, nach Bau der Kammerschleusen auch talwärts von Menschen oder Tieren getreidelt, also an langen Leinen gezogen. Da der Kanal teilweise nur 85 cm tief war, durften die Prahmen nur diesen sehr geringen Tiefgang haben.
Die Prahmen wurden nur auf dem Kanal benutzt. Das Salz, das von Lüneburg über Ilmenau und Elbe per Schiff befördert wurde, wurde in Lauenburg auf die Prahmen umgeladen. Dies hatte allerdings keine technischen Gründe, sondern musste aufgrund von Schifffahrtsprivilegien der braunschweigisch-lüneburgischen Herzöge für Ilmenau und Oberelbe erfolgen.
Spätere Schiffsformen wie der Budenkahn und der Stecknitzkahn des 19. Jahrhunderts besaßen eine Takelage, um bei genügend Wind vollständig ohne Treideln und Staaken bewegt werden zu können, und zudem höhere Bordwände. Die Takelage dürfte abnehmbar oder einklappbar gewesen sein, da zahlreiche Brücken die Schiffshöhe begrenzten. Diese Schiffe konnten bis zu 37 Tonnen Ladung aufnehmen.

### Schleusenmeisterhäuser

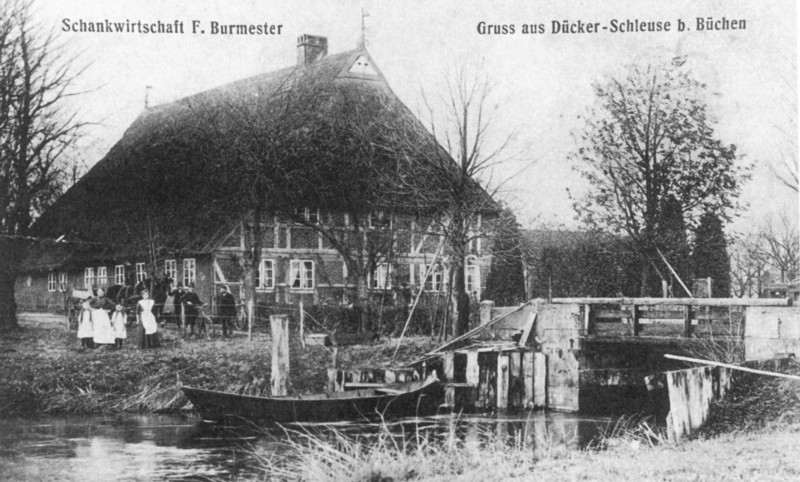
Schleusenmeisterhaus an der Dückerschleuse (1900)

Da die meisten Schleusen weit entfernt von Ansiedlungen lagen, wurden in direkter Nähe Häuser für die Schleusenmeister errichtet. Neben Betrieb und Beaufsichtigung der Schleusen betrieben diese auch Krug- und Gastwirtschaften für die auf Schleusung wartenden Stecknitzfahrer. Von den stattlichen, in relativ ähnlichem Stil errichteten Gebäuden sind heute noch die an der Palmschleuse, der Dückerschleuse, der Niebuhrschleuse, der Siebeneichener Schleuse und im Nordteil eine Ruine an der Großen Donnerschleuse erhalten.

## Stecknitzfahrer

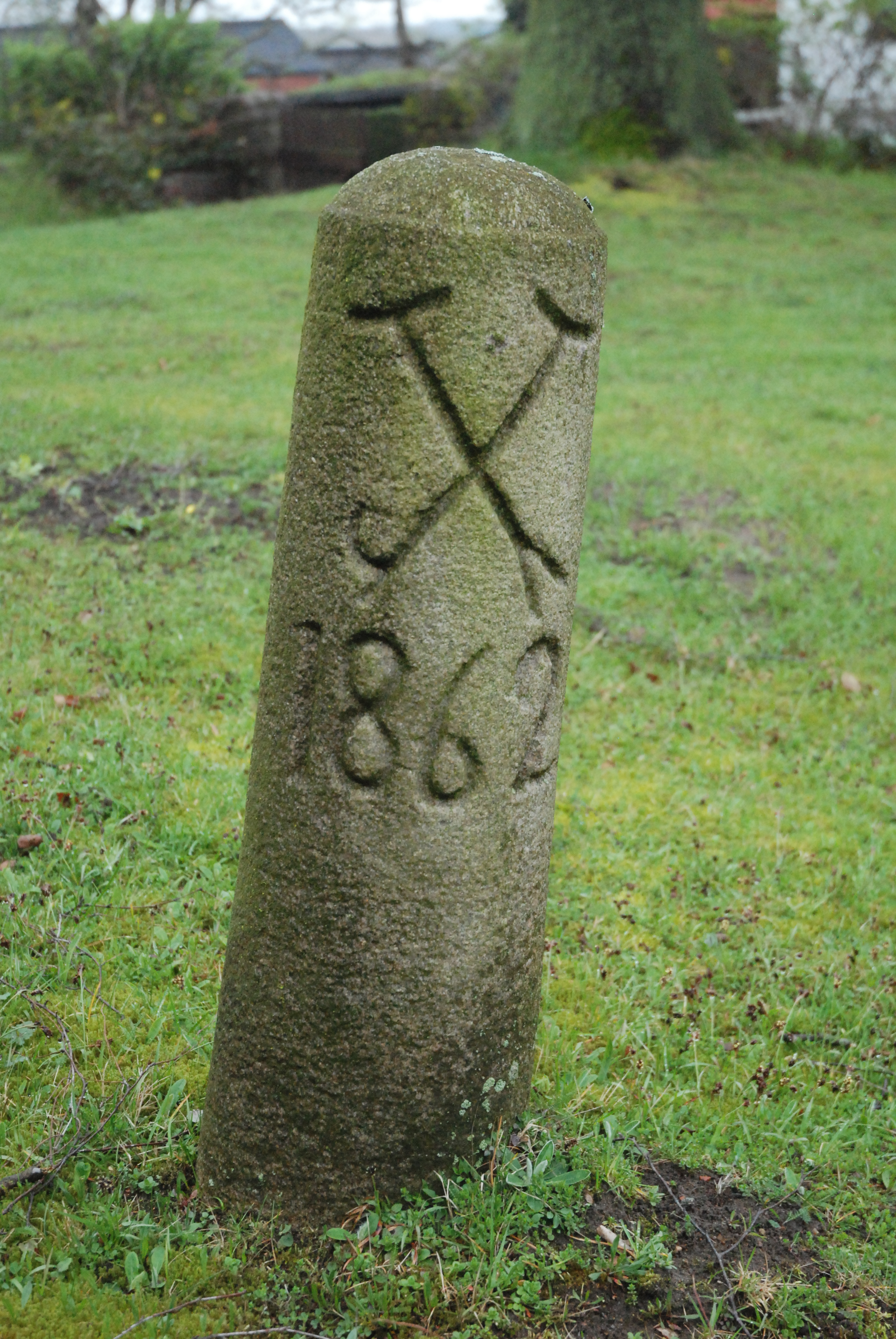
Stein der Stecknitzfahrer, Kirchhof Berkenthin

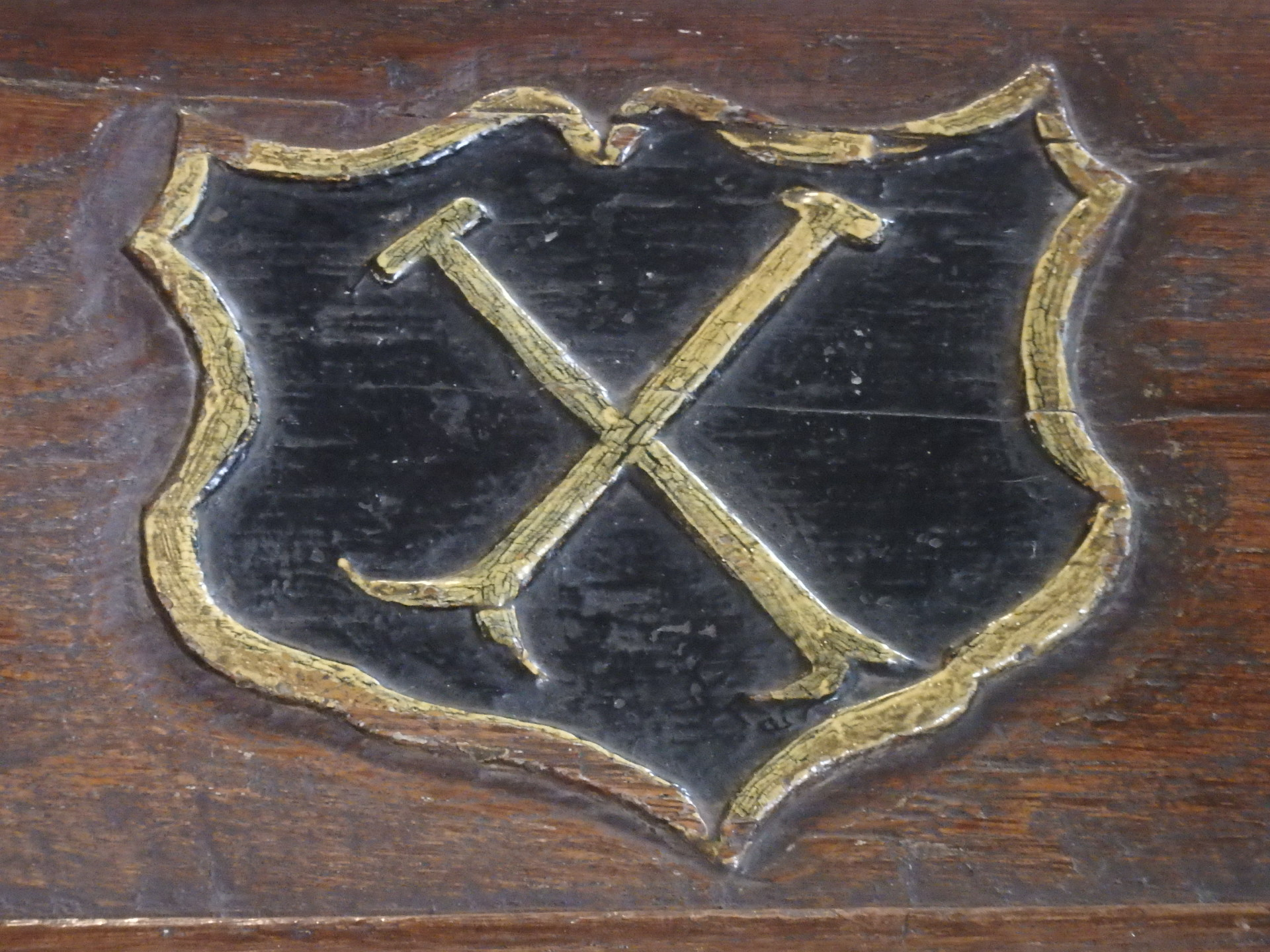
Zeichen der Stecknitzfahrer, Gestühl St. Nicolai-Kirche, Mölln

Die Korporation (Gilde) der Stecknitzfahrer besteht heute noch in Lübeck und trifft sich alljährlich zur Kringelhöge, bei der ein speziell gebrautes Bier aus Zinnkrügen getrunken und Tabak aus Tonpfeifen geraucht wird.
Im Januar 1988 wurde in Ratzeburg der Förderkreis Kulturdenkmal Stecknitzfahrt e. V. gegründet, der sich zum Ziel gesetzt hat, die in Vergessenheit geratene „nasse Salzstraße“ einer breiteren Öffentlichkeit wieder ins Bewusstsein zu rücken. Der alljährliche Tag des offenen Denkmals im September zieht zunehmend mehr interessierte Besucher an der Palm-, Dücker- oder Hahnenburger Schleuse an.
Auf dem Friedhof von Nusse (Klingenberg) sowie dem Lübecker Burgtorfriedhof gibt es für die Stecknitzfahrer spezielle durch Steine gekennzeichnete Grabfelder. Auch in der St.-Nicolai-Kirche in Mölln ist das Gestühl teilweise mit Zeichen der Stecknitzfahrer (zwei gekreuzte Staken) versehen.